# Il Rosa e il Nero
Il Rosa e il Nero è un'opera teatrale diretta e interpretata da Carmelo Bene, messa in scena per la prima volta nel 1966. Tratta dal romanzo omonimo dello stesso Bene che è una rivisitazione di "Il monaco" (The Monk), di Matthew Gregory Lewis. Costumi e colonna sonora realizzata da Carmelo Bene con partiture per Maria Monti di Sylvano Bussotti; le canzoni Il re dell'acqua, Ninna nanna, Serenata spagnola sono di Silvano Spadaccino; collaborazione elettronica alla colonna sonora di Vittorio Gelmetti. Inoltre: synket di Paul Ketoff; fonico Elia Jezzi; realizzatore tecnico Remo D'Angelo. Scene di Salvatore Vendittelli. 
Lo spettacolo teatrale, che "eccede il capolavoro", a dire di Bene, ebbe, nell'edizione del '66, un grande successo di pubblico, tra i cui presenti in sala figuravano i nomi di Luchino Visconti, Anna Magnani, Monica Vitti, Pier Paolo Pasolini, Giuseppe Patroni Griffi e i poeti del gruppo '63. 

## Uno stralcio della "trama"
La (non) storia, tanto per attenersi al linguaggio beniano, ambientata in un convento ispanico, ha per protagonisti il priore Ambrosio, in odore di santità, e il novizio Rosario (che poi si scoprirà essere una donna, ovvero Matilda, alias il diavolo). Il filo rosso che lega i personaggi sembrerebbe così essere quello della tematica medievale (ovviamente ecceduta e inattendibile, secondo la prassi beniana) della tentazione, della santità e della salvezza mancate. Ambrosio alla fine cede alla tentatrice Matilda e muore con in bocca i versi del sonetto dantesco "tanto gentile e tanto onesta pare la donna mia...", un'allusione tragicomica e sorniona riguardo al fatto che Matilda sembrava quello che in effetti non era. Le ritrosie di Matilda che sembrano, per l'appunto, volere simulare la salvezza di Ambrosio, in realtà non fanno altro che accentuare il desiderio terreno del povero priore, la cui lussuria verrà sempre più resa manifesta e mieterà altre vittime (Antonia e sua madre Elvira). A un certo punto di questa escalation del desiderio dovuto al gioco perverso della donna, tra simulazione e dissimulazione Matilda sembra definitivamente rinunciare alla possibile pretesa di legarsi sentimentalmente, promettendo o facendo credere di voler andare in clausura, chiedendo soltanto come ultima cosa ad Ambrosio "un pegno" della sua "stima"... 
AMBROSIO: - Che cosa posso darti?...
MATILDA: - Qualcosa... Una cosa qualsiasi... Una di quelle rose basterà... Me la nasconderò in seno e quando sarò morta le suore la troveranno appassita sul mio cuore... [ecc...]
Nell'atto di prendere la rosa Ambrosio viene morso da un serpente che era nascosto tra i fiori. Matilda bacia e succhia la mano di Ambrosio, rivolto estasiato all'immagine della Madonna dipinta del quadro appeso alla parete. Lei dunque si toglie il cappuccio ridestando il priore assorto che trasale, allorché vede l'incredibile somiglianza tra la Madonna e Matilda la quale gli dice espressamente di essere lei l'originale, e quel dipinto era il suo ritratto, che aveva fatto eseguire tempo addietro da un noto pittore veneziano. Matilda domanda se può restare e Ambrosio, afono, risponde in modo irresoluto: "Lasciami solo rimani compagna della mia solitudine, rimani?!" Matilda lancia un grido lacerante, in quanto il veleno (ammesso che si voglia prestar fede alla demoniaca donna) sembra stia facendo il suo effetto. La "pietruzza" Matilda, a quanto pare, millanta di essersi sacrificata per salvare il "diamante" Ambrosio, il quale non vuole affatto che lei muoia. Qui la diabolica Matilda, giocando sulla debolezza e bontà del priore, fornisce in definitiva, implicitamente, solo due opzioni, vale a dire nessuna via d'uscita: se lei deve vivere è solo per amarlo in definitiva senza l'alone della devozione che si deve a un santo, altrimenti... Ambrosio, stregato, risolve la sua ambivalenza: "Non posso non devo ma vivi, Matilda, oh, vivi!" Finisce così per cedere e i due si ritrovano abbracciati in un lungo bacio, interrotto con l'entrata in scena di Antonia che si trova davanti due opere d'arte: un dipinto e una statua (in quanto Matilda resta immobile come fosse di cera). Ambrosio per stornare l'attenzione bacia le labbra della Madonna del quadro. Antonia gli parla di sua madre gravemente ammalata e lo vorrebbe come suo confessore dato che non sa a chi altro rivolgersi. Ambrosio accetta. Uscita di scena Antonia, il priore monologa: "Ahhh, potessi essere sciolto dai voti! Dichiarare il mio amore al cospetto del cielo e della terra! [...] Oh, un bacio strappato a quelle labbra rosse! [...] Non la potrò avere mai! Non potrà essere mia in matrimonio...!". Ambrosio guarda Matilda con odio e poi l'immagine e colto da un raptus cerca di strapparla dalla parete ma riesce ad avere fra le mani solo la cornice, dato che il dipinto era in realtà un affresco. Scaglia la cornice per terra, calpestando ripetutamente il dipinto assente, imprecando: "Prostituta!".